# Connolly Station
Die Connolly Station (irisch Stáisiún Uí Chonghaile) ist ein Bahnhof und befindet sich in der Amiens Street in Dublin, Irland. Alle Teile des Hauptgebäudes aus dem 19. Jahrhundert sind denkmalgeschützt (Denkmalnummer 130).

## Geschichte
Der Bahnhof wurde von 1840 bis 1850 nach dem Design von John MacNeill und William Deane Butler erbaut. Zunächst wurde er als Dublin Station bezeichnet, kurze Zeit später jedoch in Amiens  Street Station umbenannt. Als einer von vier der größten Dubliner Kopfbahnhöfe gehörte der Bahnhof zunächst der Drogheda and Dublin Railway Company.
Im Jahre 1966 wurden in Erinnerung an den Osteraufstand von 1916 Bahnhöfe in Irland nach den hingerichteten Führern des Aufstands umbenannt. Dabei erhielt dieser Bahnhof den Namen Connolly Station nach James Connolly.
Gegen Ende des 20. Jahrhunderts wurde der Bahnhof von Architekten der Iarnród Éireann renoviert. Unter anderem wurde ein neues Eingangsfoyer hinzugefügt.
Die Gleisanlagen befinden sich für eine kreuzungsfreie Führung in Hochlage. Im Personenbahnhof gibt es sieben Bahnsteiggleise. Von diesen sind vier in Richtung Nordost angebundene Kopfgleise, die Gleise 2 bis 4 liegen in einer Bahnsteighalle. Genutzt werden diese vor allem für Züge von und nach Belfast und Sligo. Die drei auf der Nordseite liegenden Durchgangsgleise führen weiter über die Liffey zum im Zentrum liegenden Bahnhof Tara Street und auf die Ostküstenstrecke über Dun Laoghaire und Wexford nach Rosslare Harbour. Für die Züge des Dublin Area Rapid Transit (DART) sind die drei Durchgangsgleise sowie das Kopfgleis 4 mit 1,5 kV Gleichspannung elektrifiziert. Im Regelfall verkehren die DART-Züge über die Gleise 6 und 7 am nördlichen Bahnsteig.